# Gare de Levanger
La gare de Levanger est une gare ferroviaire norvégienne de la ligne du Nordland, située sur le territoire de la commune de Levanger dans le comté et région de Trøndelag. 

## Situation ferroviaire
Etablie à 3.3 m d'altitude, la gare de Levanger est située au point kilométrique (PK) 83,9 de la ligne du Nordland, entre les gares ouvertes de Skogn et de Røstad.

## Histoire
La gare fut mise en service en 1902, lorsque la Hell-Sunnanbanen fut mise en service de Hell à Levanger.

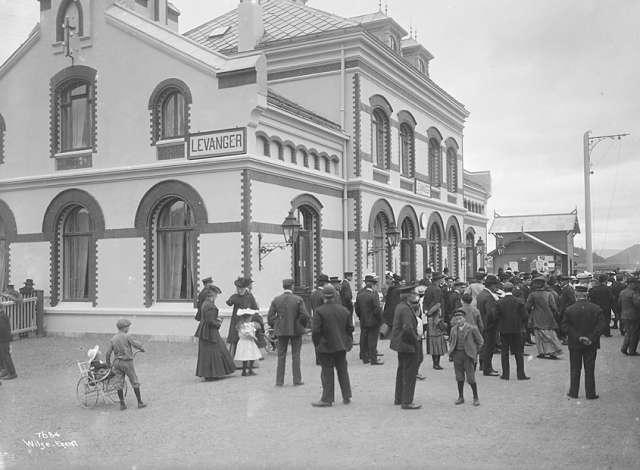
En 1907.
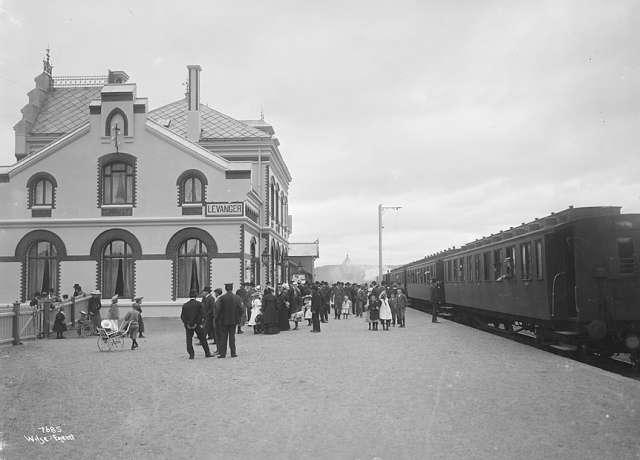
En 1907.
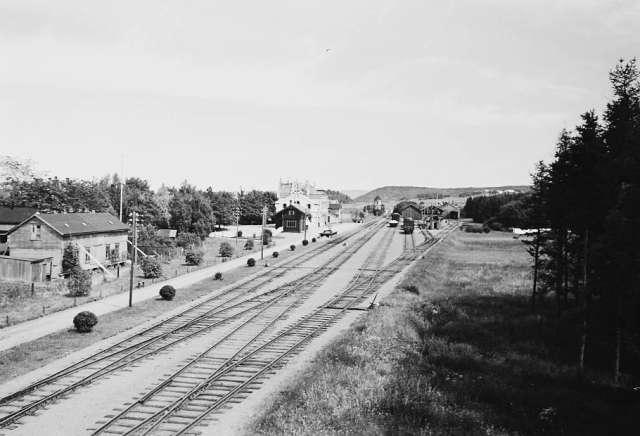
En 1936.

## Service des voyageurs

### Accueil
Il y a un grand parking au sud de la gare et un parc à vélo.  Il y a une salle d'attente ouverte toute la semaine de 05h50 à 01h30 et une aubette sur le quai. 
La gare est équipée d'une billetterie et d'automates. 

### Desserte
La gare est desservie par la ligne locale (appelée  Trønderbanen) reliant Lerkendal à Steinkjer. Elle est également desservie par la ligne du Nordland, reliant Bodø à Trondheim. 

### Intermodalités
Une station de taxi et un arrêt de bus sont situés à l'entrée de la gare.
Un sentier d'environ 500 mètres relie directement la gare à l'hôpital de Levanger.

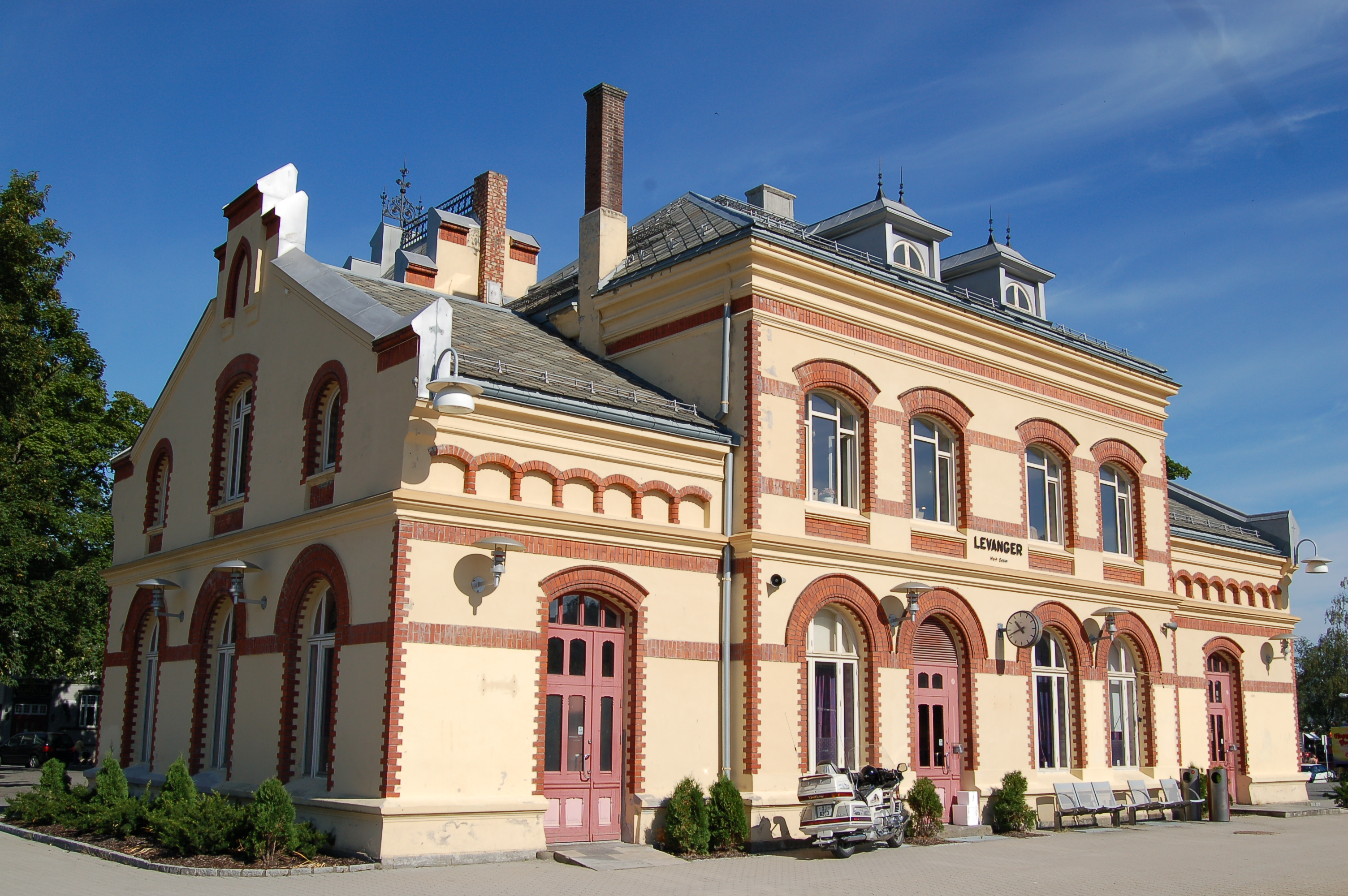
Bâtiment côté quai.
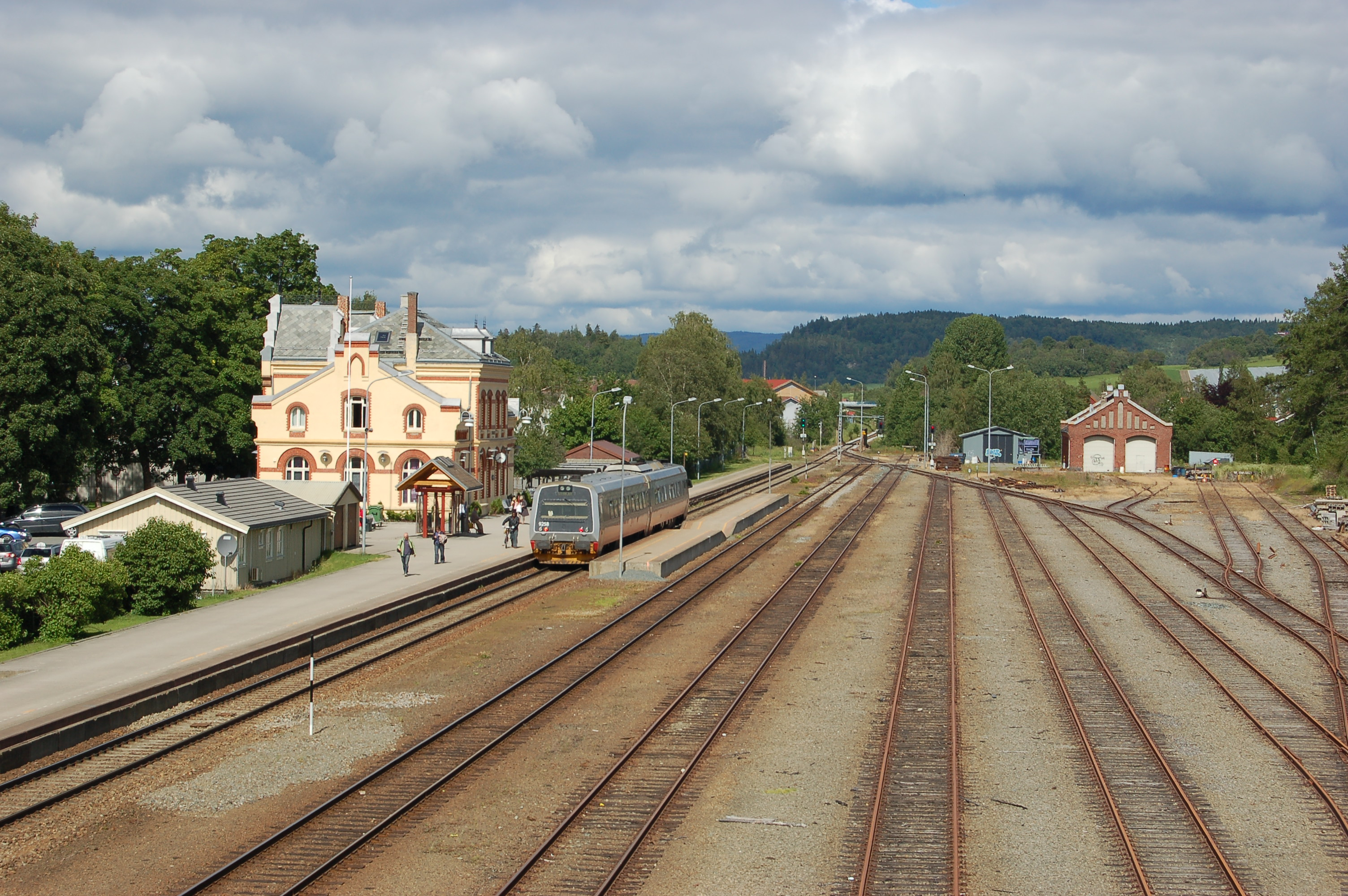
Vue d'ensemble.
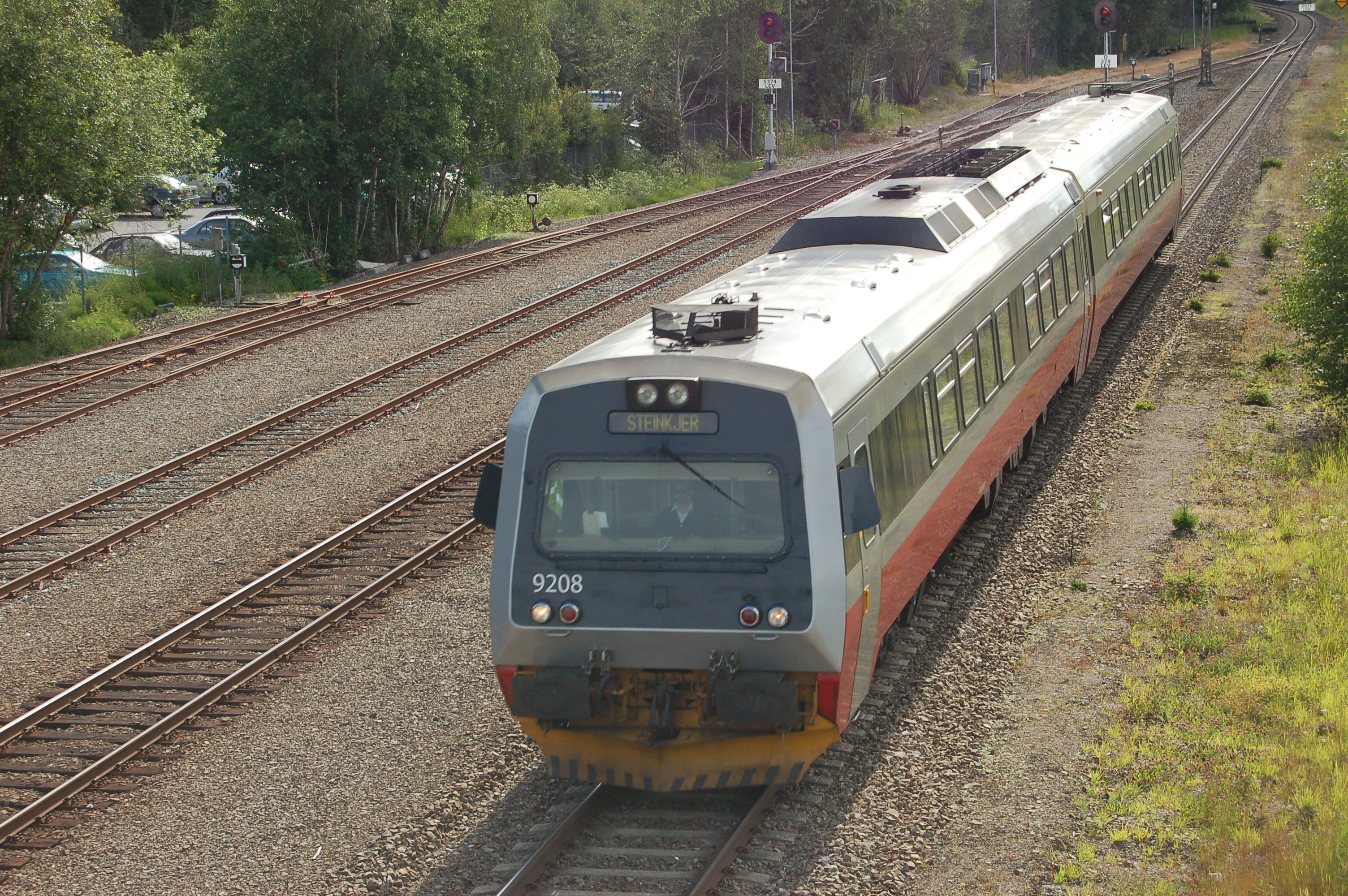
Desserte.